# Chersonesia balica
Chersonesia balica är en fjärilsart som beskrevs av Kalis 1941. Chersonesia balica ingår i släktet Chersonesia och familjen praktfjärilar. Inga underarter finns listade i Catalogue of Life.